# Лефоше, Казимир
Казимир Лефоше (фр. Casimir Lefaucheux; 26 января 1802, коммуна Боннетабль, департамент Сарт, область Пеи-де-ла-Луар — 9 августа 1852, Париж) — французский конструктор-оружейник, чьи работы оказали значительное влияние на развитие стрелкового оружия и боеприпасов к нему.
Создал популярный во второй половине 19-го века унитарный шпилечный патрон для стрелкового оружия (непосредственный предшественник унитарного патрона центрального боя), а также первые образцы оружия под данный патрон.

## Первое изобретение
В 1827 году Лефоше получает первый патент на своё изобретение в области стрелкового оружия.

## Создание охотничьего ружья
В 1825 году начинает работу над новым ружьём и в 1832 году заканчивает работу, патентуя охотничье лёгкое двухствольное ружьё («переломка») с оригинальным эксцентриковым фиксатором ствола, в результате чего запирание стволов стало более надёжным, а ружьё — безопаснее в эксплуатации («система запирания Лефоше» оказалась непригодной для армейских винтовок). Для данного ружья Лефоше также создал унитарный патрон собственной конструкции с картонной гильзой и приваренной брандтрубкой. Данный патрон был развитием унитарного патрона швейцарского оружейника Самуэля Паули (который создал первую в мире модель унитарного патрона в 1808 году, а в 1812 году — её улучшил и запатентовал).

## Создание шпилечного патрона

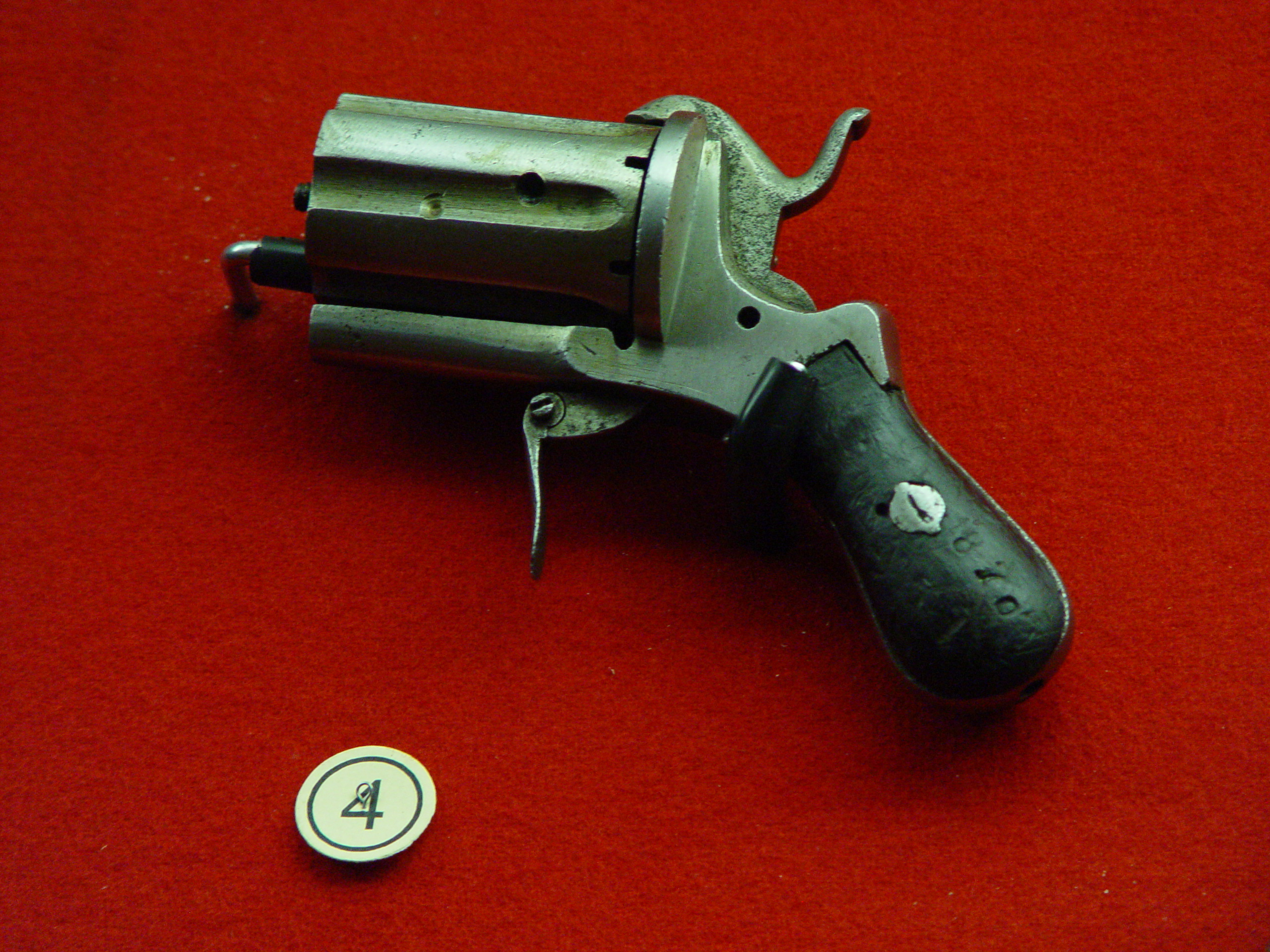
Револьвер Лефоше с вращающимся стволами

В 1836 году на основе унитарного патрона с брандтрубкой собственной конструкции Казимир Лефоше создаёт шпилечный патрон с картонной гильзой и медным донцем. В 1846 году Лефоше создал и запатентовал под шпилечный патрон т. н. «бундельревольвер» («пепербокс») — револьвер с вращающимся стволами. В 1851 году данный образец успешно демонстрировался в Лондоне.

## Дальнейшее развитие шпилечного оружия Эженом Лефоше
В 1852 г. Казимир Лефоше умирает и его дело продолжает сын, Эжен, чья модель револьвера под шпилечный патрон была принята на вооружение в армии Франции под названием «французская военная модель 1853 г.», которая явилась первой в мире армейской военной моделью револьвера, а затем в 1858 году принимается на вооружение следующая армейская модель шпилечного револьвера «французская военная модель 1858 г.» (шпилечные патроны для данной модели имели уже полностью металлическую гильзу).

## Подражания
Шпилечные револьверы Лефоше стали образцом для подражания во многих странах (Австро-Венгрия, Бельгия, Германия, Испания и др.), что создало целое направление шпилечного стрелкового оружия (вплоть до их вытеснения оружием с патроном центрального боя), причём черты шпилечных револьверов имели даже некоторые первые револьверы под более современный патрон центрального боя (револьверы Гассера), а производство шпилечного оружия (револьверов и ружей) и боеприпасов к ним было прекращено только в начале 20-го века, в виду широкого распространения такого вида стрелкового оружия, хорошо налаженного и недорого его производства.